# شهرستان شینگان
شهرستان شینگان (به لاتین: Xingan County) یک شهرستان‌های جمهوری خلق چین در چین است که در ژی ان واقع شده‌است.
 شهرستان شینگان ۱٬۲۴۵ کیلومتر مربع مساحت و ۳۲۹٬۸۳۰ نفر جمعیت دارد.